# La Nouvelle Vie
Ne doit pas être confondu avec La Vie nouvelle.
Albums de Michel Jonasz
Les années 80 commencent
(1979) Tristesse
(1983)
La Nouvelle Vie est le sixième album studio de Michel Jonasz, sorti en 1981 chez Atlantic Records. L'album fut récompensé d'un double disque d'or en 2001.
Les arrangements sont d'Yvan Julien, sauf pour Joueurs de Blues par Michel Cœuriot.

## Titres
Toutes les chansons sont écrites et composées par Michel Jonasz.
| 1.    | La Nouvelle Vie                               | 2:40 |
| 2.    | V'la l'soleil qui s'lève                      | 3:33 |
| 3.    | Le Cabaret tzigane                            | 4:39 |
| 4.    | Les Objets perdus                             | 1:56 |
| 5.    | Les Fourmis rouges                            | 3:15 |
| 6.    | Est-ce la paix qui passe dans l'espace ?      | 3:06 |
| 7.    | Joueurs de blues                              | 3:32 |
| 8.    | La Terre et le Père                           | 2:46 |
| 9.    | C'est la nuit                                 | 3:37 |
| 10.   | J't'aimais tellement fort que j't'aime encore | 2:15 |
| 11.   | Les Éponges mouillées                         | 2:16 |
| 12.   | J'suis là                                     | 4:27 |
| 13.   | Épilogue                                      | 0:30 |
| 38:51 |                                               |      |

## Musiciens
- Accordéon : Richard Galliano (3)
- Batterie : André Ceccarelli (2, 4, 8, 9, 11), Pierre-Alain Dahan (1, 7, 10)
- Basse : Guy Delacroix (1, 10), Sylvin Marc (2, 4, 5, 8, 9, 11), Bernard Paganotti (7)
- Contrebasse : Niels-Henning Ørsted Pedersen (3)
- Guitare : Jean-Michel Kajdan (4, 5, 8, 9, 11), Denys Lable (1, 10), Slim Pezin (7), Michel Jonasz (13)
- Piano : Michel Cœuriot (1, 10), Michel Jonasz (2, 4, 5, 6, 9, 12), Raymond Alessandrini (3), Jean Deveza (4, 11)
- Percussions : Jean Deveza (4), André Ceccarelli (8)
- Orgue : Michel Cœuriot (7), Michel Jonasz (5)
- Mélodica : Michel Jonasz (5)
- Saxophone : Kako Bessot (2, 7), Patrick Bourgoin (2, 7), Alain Hatot (7), Michel Gaucher (2, 9, 11)
- Synthétiseur : François Bréant (4, 11), Jean Deveza (9)